# Данмой
Данмой (в'єт. Đàn môi) — в'єтнамський струнний музичний інструмент, різновид дримби, що використовується в музиці декількох в'єтнамських народів.

## Назви
Слова đàn môi перекладаються буквально як «губний струнний інструмент». Хмонзькою мовою називається «раб», «ича» або «нкас тоой»; у народності тхо-дабак (з групи народів тхай) — «Hưn Toóng» (хинтоонг), мионзькою — «Páng Tơ» (пангто), мовою еде — «Gốc» (гок), у народу кату — «Ângkro» і так далі.

## Опис
Хмонзький данмой виготовляють із латуні («раб» — з бамбука) і зберігають у прикрашених чохлах, розшитих бісером. На данмої і флейтах хмонзькі чоловіки грають для своїх коханих
У 2006 році в найбільшому світовому варганному фестивалі «World Jew's Harp Congress» вперше брав участь в'єтнамський музикант, Нгуєн Дик Мінь (в'єт. Nguyễn Đức Minh), який грав на данмої.
Данмої бувають як пластинчасті, так і дугові. Найпопулярніший з цих інструментів — стандартний пластинчастий данмой. Він має довжину близько 10 см і вагу близько 2,5 г. Цей данмой дає музикантам великий вибір можливостей для створення звукових ефектів, так як порожнини рота і язик мають більше свободи, ніж при грі на дугоподібних варганах. І тому стандартний данмой часто рекомендують для навчання варганістів початкового рівня.
Крім стандартного данмоя, також популярний басовий данмой, який має нижче звучання і багаті, глибші обертони.